# George Sime
George Brander Sime (Glasgow, 28 febbraio 1915 – St Albans, 7 settembre 1990) è stato un hockeista su prato britannico.

## Palmarès
- Giochi olimpici

Londra 1948: argento.